# Ober-Mörlen
Ober-Mörlen este o comună din districtul Wetteraukreis, landul Hessa, Germania. Ober-Mörlen se află 35 de km nord de Frankfurt pe Main și 28 de km sud de Gießen. Prin comuna curge râul Usa. Comuna este așezată în Wetterau și Taunus. în sud-vestul comunei se află munții Winterstein (482 m) și Gaulskopf (397 m). Pe muntele Gaulskopf a trecut Limesul german-raetic.

## Geografie

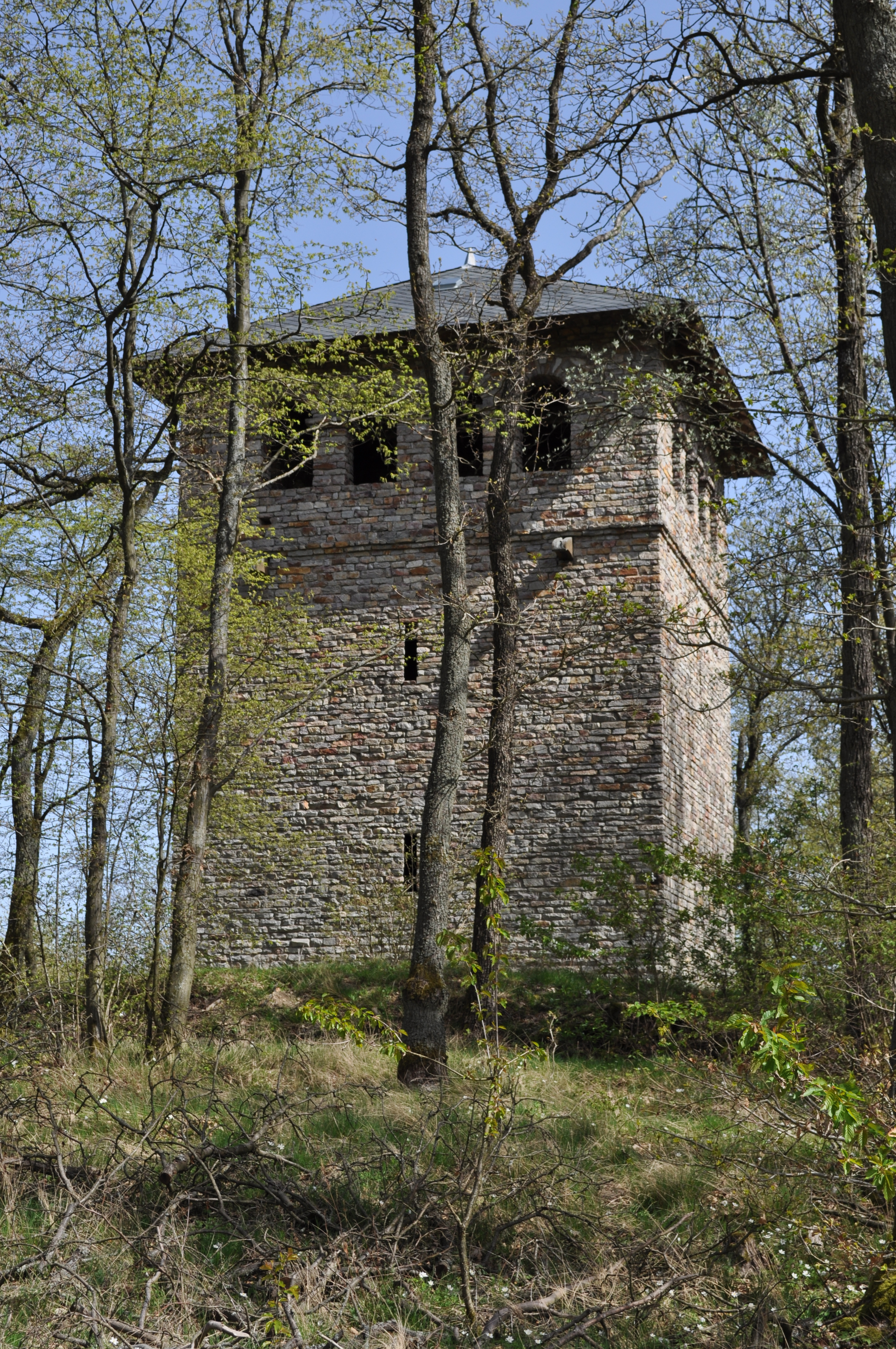
Reconstruire de un turn roman pe muntele Gaulskopf

### Comune vecinate
Ober-Mörlen este delimitat în nord de orașul Butzbach, în nord-est de comuna Rockenberg, în est de orașul Bad Nauheim, în sud de orașul Friedberg (toți în districtul Wetteraukreis) și de comuna Wehrheim și în vest de orașul Usingen (amândoi în districtul Hochtaunuskreis).

### Subdiviziuni
Comuna Ober-Mörlen este subîmpărțită în două sate: Langenhain-Ziegenberg și Ober-Mörlen.

## Istorie
- Ober-Mörlen a fost documentat pentru prima oară în 790 d.Hr., satul Langenhain a fost documentat în 1278 și cetatea Ziegenberg în 1388.[2]
- La început de-al Doilea Război Mondial naziștii au construit cartierul general ("Führerhauptquartier") Adlerhorst lângă Langenhain-Ziegenberg.
- Comuna "Ober-Mörlen" s-a format în 1972 prin o reformă rurală în landul Hessa.

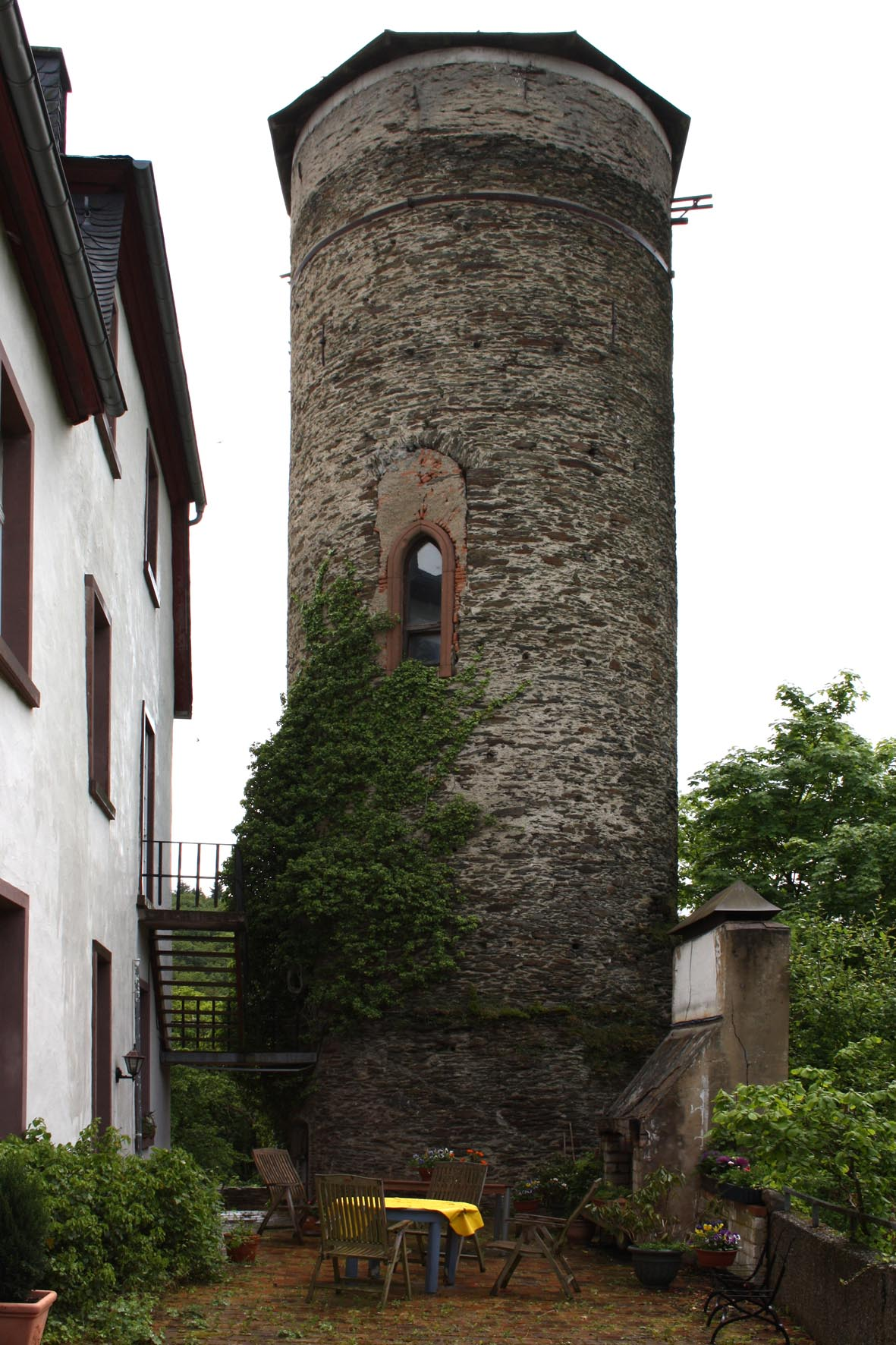
Bergfried-ul este totul ce a rămas de cetatea Ziegenberg

## Politică

### Alegeri comunale
Rezultatul alegerilor comunale de la 27. martie 2011:,
| Partid                      | Partid                                      | % 2011 | Consilieri 2011 | % 2006 | Consilieri 2006 | % 2001 | Consilieri 2001 |
| CDU                         | Christlich Demokratische Union Deutschlands | 37,1   | 11              | 37,9   | 12              | 41,4   | 13              |
| SPD                         | Sozialdemokratische Partei Deutschlands     | 24,8   | 8               | 32,8   | 10              | 33,0   | 10              |
| FWG                         | Freie Wählergemeinschaft Ober-Mörlen        | 18,3   | 6               | 15,3   | 5               | 13,4   | 4               |
| GRÜNE                       | Bündnis 90/Die Grünen                       | 13,9   | 4               | 6,4    | 2               | 7,3    | 2               |
| FDP                         | Freie Demokratische Partei                  | 6,0    | 2               | 5,7    | 2               | 5,0    | 2               |
| NPD                         | Nationaldemokratische Partei Deutschlands   | —      | —               | 1,8    | 0               | —      | —               |
| Total                       | Total                                       | 100,0  | 31              | 100,0  | 31              | 100,0  | 31              |
| Participare la alegeri în % | Participare la alegeri în %                 | 49,7   | 49,7            | 53,0   | 53,0            | 50,6   | 50,6            |

### Primar
Rezultatele alegerilor de primar în Ober-Mörlen:
| An                          | Candidat                    | Partid      | Rezultat în % |
| 26.03.2006                  | Sigbert Steffens            | independent | 83,5          |
| Participare la alegeri în % | Participare la alegeri în % | 52,9        | 52,9          |
| 03.09.2000                  | Sigbert Steffens            | independent | 87,4          |
| Participare la alegeri în % | Participare la alegeri în % | 43,7        | 43,7          |
| 02.11.1997(1)               | Erika Schäfer               | SPD         | 50,3          |
| 02.11.1997(1)               | Sigbert Steffens            | independent | 49,7          |
| Participare la alegeri în % | Participare la alegeri în % | 68,3        | 68,3          |
| 12.10.1997                  | Erika Schäfer               | SPD         | 49,2          |
| 12.10.1997                  | Thomas Senger               | CDU         | 16,9          |
| 12.10.1997                  | Harald Stipp-Lass           | GRÜNE       | 4,5           |
| 12.10.1997                  | Sigbert Steffens            | independent | 29,3          |
| Participare la alegeri în % | Participare la alegeri în % | 69,2        | 69,2          |

(1)Al doilea tur

## Obiective turistice
- Castelul Ziegenberg
- Castrul roman "Am Eichkopf" în pădurea lângă Langenhain-Ziegenberg
- Muntele Winterstein
- Reconstruire de un turn roman pe muntele Gaulskopf

## Infrastructură
Prin Ober-Mörlen trec drumul naționale B 275 (Lauterbach - Bad Schwalbach), drumul landului L 3056 și autostrada A 5 (Hattenbacher Dreieck - Weil am Rhein) cu ieșirea Ober-Mörlen.